# Kanton Vaucouleurs
Kanton Vaucouleurs (fr. Canton de Vaucouleurs) je francouzský kanton v departementu Meuse v regionu Grand Est. Tvoří ho 47 obcí. Před reformou kantonů 2014 ho tvořilo 20 obcí.

## Obce kantonu
od roku 2015:
| - Bovée-sur-Barboure - Boviolles - Brixey-aux-Chanoines - Broussey-en-Blois - Burey-en-Vaux - Burey-la-Côte - Chalaines - Champougny - Cousances-lès-Triconville - Dagonville - Épiez-sur-Meuse - Erneville-aux-Bois - Goussaincourt - Laneuville-au-Rupt - Loisey-Culey - Marson-sur-Barboure - Maxey-sur-Vaise - Méligny-le-Grand - Méligny-le-Petit - Ménil-la-Horgne - Montbras - Montigny-lès-Vaucouleurs - Naives-en-Blois - Nançois-le-Grand | - Nançois-sur-Ornain - Neuville-lès-Vaucouleurs - Ourches-sur-Meuse - Pagny-la-Blanche-Côte - Pagny-sur-Meuse - Reffroy - Rigny-la-Salle - Rigny-Saint-Martin - Saint-Aubin-sur-Aire - Saint-Germain-sur-Meuse - Salmagne - Saulvaux - Sauvigny - Sauvoy - Sepvigny - Sorcy-Saint-Martin - Taillancourt - Troussey - Ugny-sur-Meuse - Vaucouleurs - Villeroy-sur-Méholle - Void-Vacon - Willeroncourt |

před rokem 2015:
- Brixey-aux-Chanoines
- Burey-en-Vaux
- Burey-la-Côte
- Chalaines
- Champougny
- Épiez-sur-Meuse
- Goussaincourt
- Maxey-sur-Vaise
- Montbras
- Montigny-lès-Vaucouleurs
- Neuville-lès-Vaucouleurs
- Pagny-la-Blanche-Côte
- Rigny-la-Salle
- Rigny-Saint-Martin
- Saint-Germain-sur-Meuse
- Sauvigny
- Sepvigny
- Taillancourt
- Ugny-sur-Meuse
- Vaucouleurs